# Кулкарни, Сумитра
Сумитра Кулкарни (англ. Sumitra Kulkarni; род. 5 октября 1929, Сабармати Ашрам, Британская Индия) — индийский государственный деятель, депутат Раджья сабхи (1972—1978). Внучка Махатмы Ганди.

## Биография
Родилась 5 октября 1929 года в ашраме Сабармати в Ахмадабаде, в семье Рамдаса Ганди, сына Махатмы Ганди. Её детство прошло в Севаграме, недалеко от города Вардха. Она получила степень магистра истории по специальности «внешняя политика и дипломатия современного мира» в женском колледже Бенаресского индуистского университета. Некоторое время спустя она также получила степень бакалавра права.
После окончания учёбы она работала сотрудником административной службы Индии, а также занимала государственные должности в штате Мадхья-Прадеш. Индира Ганди убедила её присоединиться к политической партии Индийский национальный конгресс, от которой в 1972 году Кулкарни была избрана в Раджья сабху, представляя штат Гуджарат. 2 марта 1977 года она перешла в партию Конгресс за демократию.
С 2000 по 2002 год она являлась членом Национальной комиссии по контролю за действием Конституции. Во время избирательной кампании она агитировала против чрезмерного употребления алкоголя.

## Лична жизнь
Кулкарни замужем за Гаджананом Рагхунатом Кулкарни. У них есть двое сыновей и дочь.